# 无门关
《无门关》，全称《禅宗无门关》，宋代无门慧开禅师撰、参学弟子宗绍编的一部禅宗经典。本书根据慧开于绍定元年（1228年）夏，在东嘉龙翔寺应邀为僧众拈提佛祖机缘时的记录整理而成，同年十二月刊行，共收录禅宗公案四十八则。淳祐五年（1245年）重刊，次年西湖安晚居士又增添了第四十九则。收入《大正藏》第四十八册。该书在禅林中流传很广，临济宗对其尤为重视。其英译本则在欧美十分流行。

## 四十八则公案
| 號 | 公案     | 頌曰                                                        |
| -- | -------- | ----------------------------------------------------------- |
| 1  | 趙州狗子 | 狗子佛性 全提正令 纔涉有無 喪身失命                         |
| 2  | 百丈野狐 | 不落不昧 兩采一賽 不昧不落 千錯萬錯                         |
| 3  | 俱胝豎指 | 俱胝鈍置老天龍 利刃單提勘小童 巨靈抬手無多子 分破華山千萬重 |
| 4  | 胡子無鬚 | 癡人面前 不可說夢 胡子無鬚 惺惺添懵                         |
| 5  | 香嚴上樹 | 香嚴真杜撰 惡毒無盡限 啞卻衲僧口 通身迸鬼眼                 |
| 6  | 世尊拈花 | 拈起花來 尾巴已露 迦葉破顏 人天罔措                         |
| 7  | 趙州洗缽 | 只為分明極 翻令所得遲 早知燈是火 飯熟已多時                 |
| 8  | 奚仲造車 | 機輪轉處 達者猶迷 四維上下 南北東西                         |
| 9  | 大通智勝 | 了身何似了心休 了得心兮身不愁 若也身心俱了了 神仙何必更封侯 |
| 10 | 清稅孤貧 | 貧似范丹 氣如項羽 活計雖無 敢與鬥富                         |
| 11 | 州勘庵主 | 眼流星 機掣電 殺人刀 活人劍                                 |
| 12 | 巖喚主人 | 學道之人不識真 只為從前認識神 無量劫來生死本 癡人喚作本來人 |
| 13 | 德山托缽 | 識得最初句 便會末後句 末後與最初 不是者一句                 |
| 14 | 南泉斬貓 | 趙州若在 倒行此令 奪卻刀子 南泉乞命                         |
| 15 | 洞山三頓 | 獅子教兒迷子訣 擬前跳躑早翻身 無端再敘當頭著 前箭猶輕後箭深 |
| 16 | 鐘聲七條 | 會則事同一家 不會萬別千差 不會事同一家 會則萬別千差         |
| 17 | 國師三喚 | 鐵枷無孔要人擔 累及兒孫不等閑 欲得撐門并拄戶 更須赤腳上刀山 |
| 18 | 洞山三斤 | 突出麻三斤 言親意更親 來說是非者 便是是非人                 |
| 19 | 平常是道 | 春有百花秋有月 夏有涼風冬有雪 若無閑事挂心頭 便是人間好時節 |
| 20 | 大力量人 | 抬腳踏翻香水海 低頭俯視四禪天 一箇渾身無處著 請續一向       |
| 21 | 雲門屎橛 | 閃電光 擊石火 眨得眼 已蹉過                                 |
| 22 | 迦葉剎竿 | 問處何如答處親 幾人於此眼生筋 兄呼弟應揚家醜 不屬陰陽別是春 |
| 23 | 不思善惡 | 描不成兮畫不就 贊不及兮休生受 本來面目沒處藏 世界壞時渠不朽 |
| 24 | 離卻語言 | 不露風骨句 未語先分付 進步口喃喃 知君大罔措                 |
| 25 | 三座說法 | 白日青天 夢中說夢 捏怪捏怪 誑謼一眾                         |
| 26 | 二僧卷簾 | 卷起明明徹太空 太空猶未合吾宗 爭似從空都放下 綿綿密密不通風 |
| 27 | 不是心佛 | 叮嚀損君德 無言真有功 任從滄海變 終不為君通                 |
| 28 | 久響龍潭 | 聞名不如見面 見面不如聞名 雖然救得鼻孔 爭奈瞎卻眼睛         |
| 29 | 非風非幡 | 風幡心動 一狀領過 只知開口 不覺話墮                         |
| 30 | 即心即佛 | 青天白日 切忌尋覓 更問如何 抱贓叫屈                         |
| 31 | 趙州勘婆 | 問既一般 答亦相似 飯裏有砂 泥中有刺                         |
| 32 | 外道問佛 | 劍刃上行 冰稜上走 不涉階梯 懸崖撒手                         |
| 33 | 非心非佛 | 路逢劍客須呈 不遇詩人莫獻 逢人且說三分 未可全施一片         |
| 34 | 智不是道 | 天晴日頭出 雨下地上濕 盡情都說了 只恐信不及                 |
| 35 | 倩女離魂 | 雲月是同 溪山各異 萬福萬福 是一是二                         |
| 36 | 路逢達道 | 路逢達道人 不將語默對 攔腮劈面拳 直下會便會                 |
| 37 | 庭前柏樹 | 言無展事 語不投機 承言者喪 滯句者迷                         |
| 38 | 牛過窗櫺 | 過去墮坑塹 回來卻被壞 者些尾巴子 直是甚奇怪                 |
| 39 | 雲門話墮 | 急流垂釣 貪餌者著 口縫纔開 性命喪卻                         |
| 40 | 趯倒淨瓶 | 颺下箍籬并木杓 當陽一突絕周遮 百丈重關攔不住 腳尖趯出佛如麻 |
| 41 | 達磨安心 | 西來直指 事因囑起 撓聒叢林 元來是爾                         |
| 42 | 女子出定 | 出得出不得 渠儂得自由 神頭并鬼面 敗闕當風流                 |
| 43 | 首山竹篦 | 拈起竹篦 行殺活令 背觸交馳 佛祖乞命                         |
| 44 | 芭蕉拄杖 | 諸方深與淺 都在掌握中 撐天并拄地 隨處振宗風                 |
| 45 | 他是阿誰 | 他弓莫挽 他馬莫騎 他非莫辨 他事莫知                         |
| 46 | 竿頭進步 | 瞎卻頂門眼 錯認定盤星 拚身能捨命 一盲引眾盲                 |
| 47 | 兜率三關 | 一念普觀無量劫 無量劫事即如今 如今覷破箇一念 覷破如今覷底人 |
| 48 | 乾峰一路 | 未舉步時先已到 未動舌時先說了 直饒著著在機先 更須知有向上竅 |